# Debdas
Debdas (Bengalisch: দেবদাস, Debdās; Hindi: Devdas) ist ein bengalischer Roman aus dem Jahr 1917 von Sharat Chandra Chattopadhyay, der mehrfach verfilmt wurde. Erzählt wird die tragische Geschichte von Debdas und Paro, deren Liebe mit den Widerständen ihrer Familien kollidiert.

## Verfilmungen
- 1928: Devdas, Regie: Naresh Mitra
- 1935: Devdas, Regie: Pramathesh Chandra Barua; Bengalisch
- 1936: Devdas, Regie: Pramathesh Chandra Barua; Hindi
- 1936: Devdas, Regie: P. V. Rao; Tamil
- 1953: Devadasu, Regie: V. Raghavaiah; Telugu
- 1953: Devadas, Regie: V. Raghavaiah; Tamil
- 1955: Devdas, Regie: Bimal Roy; Hindi
- 1974: Devadasu, Regie: Vijayanirmala; Telugu
- 1979: Devdas, Regie: Dilip Roy; Bengalisch
- 1989: Devdas, Regie: Ownbelt Mani; Malayalam
- 2002: Devdas, Regie: Sanjay Leela Bhansali; Hindi/Bengalisch
- 2002: Devdas, Regie: Shakti Samanta; Bengalisch
- 2009: Dev.D, Regie: Anurag Kashyap; Hindi